# El jardín de las delicias (película)
El jardín de las delicias es una película del realizador español Carlos Saura estrenada en 1970.

## Trama
Antonio Cano, un industrial de unos 45 años de edad que ha prosperado gracias al negocio de la construcción, sufre un accidente en compañía de su amante. Queda impedido en una silla de ruedas y pierde la memoria. Su padre, su mujer y sus hijos representan ante él escenas de su vida pasada, con la esperanza de recuperar la caja fuerte familiar y de la cuenta corriente en Suiza.
Así, junto a las ensoñaciones del protagonista desfilan sus fantasmas: el dominio paterno y la férula materna, el deseo encendido por una tía sensual, la educación religiosa que la República interrumpió, la guerra civil y la muerte de la madre, su urgencia por desplazar al padre al frente de la empresa, el refugio en una amante huyendo de las frustraciones conyugales, el conflicto generacional con los hijos, su tiranía como jefe... 
Pero todos los esfuerzos de la familia por vencer su apatía mental resultan vanos. Antes bien, se verán arrastrados al mismo juego en la significativa escena que cierra el filme: en el jardín donde Antonio tiene sus evocaciones y alucinaciones, todos sus comparsas le acompañan en sillas de ruedas a los acordes de una música medieval.

## Premios
26.ª edición de las Medallas del Círculo de Escritores Cinematográficos
| Categoría              | Candidatos       | Resultado |
| ---------------------- | ---------------- | --------- |
| Mejor actor de reparto | Francisco Pierrá | Ganador   |
| Mejor fotografía       | Luis Cuadrado    | Ganador   |

Premios San Jorge
| Categoría               | Candidatas                | Resultado |
| ----------------------- | ------------------------- | --------- |
| Mejor película española | El jardín de las delicias | Ganadora  |